# Hyalopecten frigidus
Hyalopecten frigidus is een tweekleppigensoort uit de familie van de Pectinidae. De wetenschappelijke naam van de soort is voor het eerst geldig gepubliceerd in 1903 door Jensen.